# Vadu Săpat
Vadu Săpat è un comune della Romania di 1 826 abitanti, ubicato nel distretto di Prahova, nella regione storica della Muntenia. 
Il comune è formato dall'unione di 3 villaggi: Ghinoaica, Ungureni, Vadu Săpat.
Vadu Săpat è divenuto comune autonomo nel 2004, staccandosi dal comune di Fântânele.